# Lebetanthus myrsinites
Lebetanthus es un género monotípico de plantas fanerógamas perteneciente a la familia Ericaceae. Su única especie: Lebetanthus myrsinites, es originaria de Chile.

## Taxonomía
Lebetanthus myrsinites fue descrita por (Lam.) Dusén  y publicado en Reports of the Princeton University Expeditions to Patagonia, 1896-1899, Volume viii, 1 [2], Botany 8(2): 649. 1905.
Sinonimia
- Andromeda myrsinites Lam.	basónimo
- Lebetanthus americanus (Hook.) Endl.
- Pernettya microphylla G. Don
- Pernettya myrsinites (Lam.) G. Don
- Prionotes americana Hook.
- Prionotes myrsinites (Lam.) Skottsb.[3]